# هزینه اقتصادی
هزینهٔ اقتصادی ترکیبی از ضررهای ناشی از هر کالایی است که برای هر فرد ارزشی قائل است. اقتصاددانان عمدتاً از هزینهٔ اقتصادی به عنوان وسیله‌ای برای مقایسهٔ احتیاط یک اقدام با اقدام دیگر استفاده می‌کنند. این مقایسه شامل سود و زیان‌های ناشی از اتخاذ یک مسیر اقدام و همچنین سود و زیان‌های ناشی از خود مسیر اتخاذ شده می‌شود. هزینهٔ اقتصادی با هزینهٔ حسابداری متفاوت است زیرا شامل هزینهٔ فرصت نیز می‌شود. (برخی منابع به هزینهٔ حسابداری به عنوان هزینهٔ واضح و به هزینهٔ فرصت به عنوان هزینهٔ ضمنی اشاره می‌کنند).

## انواع هزینه‌های اقتصادی

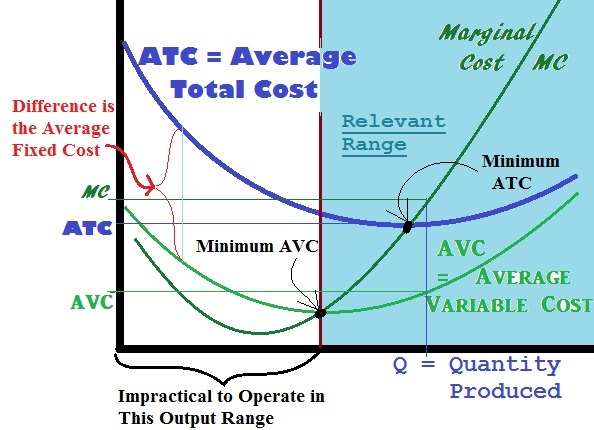
هزینه‌های اقتصادی یک شرکت در «کوتاه‌مدت» که طبق تعریف، حداقل شامل «هزینهٔ ثابت» است که حتی اگر شرکت تولید را متوقف کند، قابل تغییر یا حذف نیست.

- هزینهٔ متغیر: هزینه‌های متغیر، هزینه‌هایی هستند که برای ورودی متغیر پرداخت می‌شوند. نهاده‌ها شامل نیروی کار، سرمایه، مواد اولیه، برق و زمین و ساختمان می‌شود. ورودی‌های متغیر، ورودی‌هایی هستند که کاربرد آنها با خروجی تغییر می‌کند. به‌طور مرسوم، فرض می‌شود که ورودی متغیر، نیروی کار است.[۵]
  - هزینهٔ متغیر کل (TVC)[۵]
- هزینهٔ ثابت (TFC) هزینه‌های دارایی‌های ثابتی هستند که با افزایش سطح تولید تغییری نمی‌کنند.[۶]
  - هزینهٔ ثابت کل (TFC)
- هزینهٔ متوسط (AC) برابر است با کل هزینه‌ها تقسیم بر مقدار محصول. پس AC = TFC/q + TVC/q.
  - هزینۀ ثابت متوسط (AFC) برابر است با کل هزینهٔ ثابت تقسیم بر مقدار محصول، یعنی AFC = TFC/q. هزینۀ ثابت متوسط با افزایش تولید به‌طور مداوم کاهش می‌یابد.[۷]
  - هزینۀ متغیر متوسط (AVC) = هزینه‌های متغیر تقسیم بر خروجی. AVC = TVC/q. منحنی هزینۀ متغیر متوسط معمولاً به شکل U است. این منحنی زیر منحنی هزینۀ متوسط قرار دارد و عموماً شکل یکسانی با آن دارد - فاصلۀ عمودی بین منحنی هزینۀ متوسط و منحنی هزینۀ متغیر متوسط برابر با هزینه‌های ثابت متوسط است.[۷]
- هزینهٔ نهایی (MC) که با افزایش یک واحدی در سطح تولید بر هزینهٔ کل افزوده می‌شود. یا به عبارتی هزینۀ اضافی به ازای هر واحد محصول اضافی است.[۷]
- منحنی‌های هزینه: نمایش گرافیکی هزینه‌های تولید به عنوان تابعی از کل مقدار تولیدشده است.[۸][۹]